# Martin Raschke
Martin Raschke (* 4. November 1905 in Dresden; † 24. November 1943 bei Newel in der Sowjetunion) war ein deutscher Schriftsteller und Publizist. Pseudonyme waren Otto Merz und Peter Anders.

## Leben

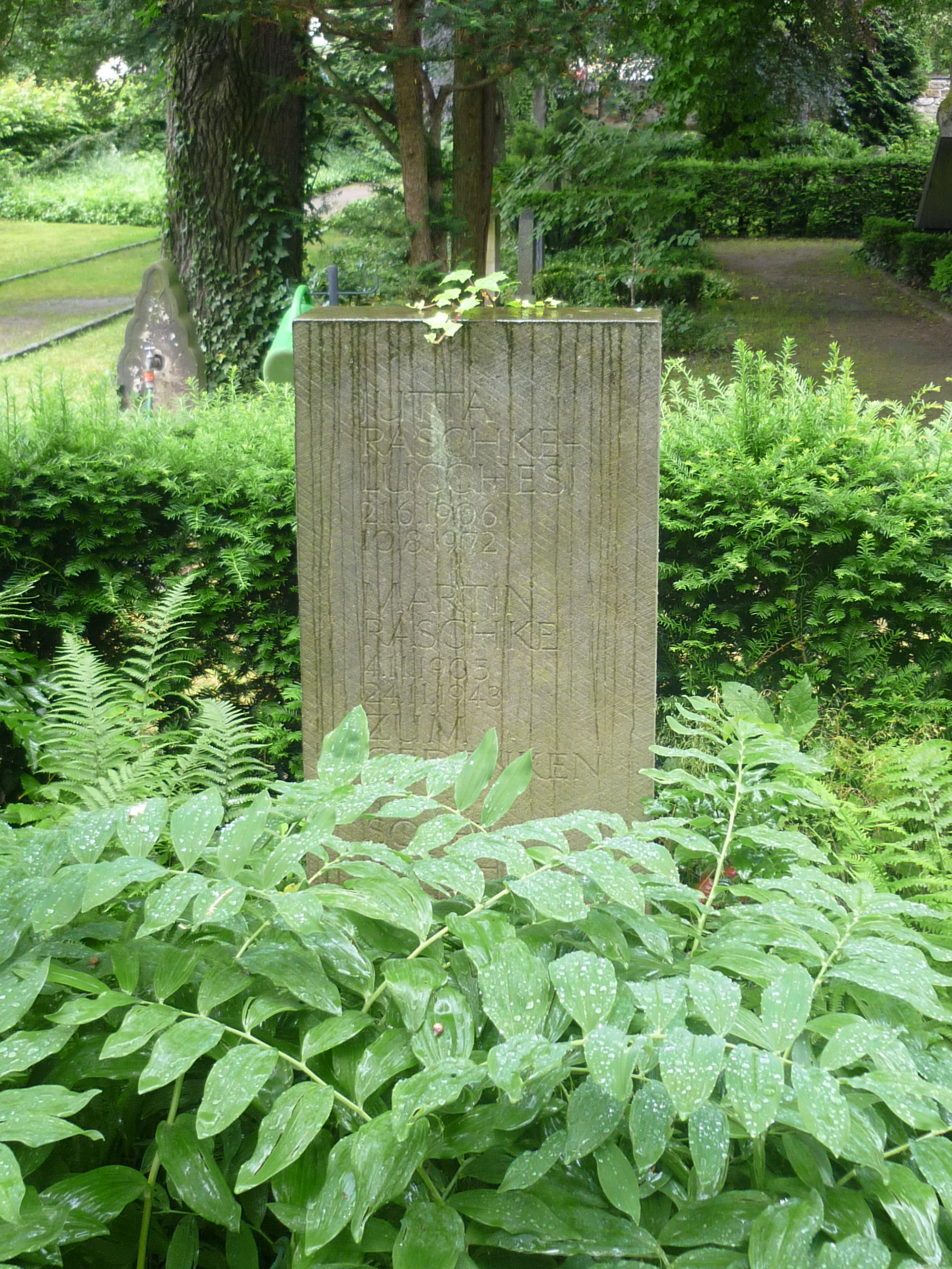
Grab von Martin Raschke auf dem Loschwitzer Friedhof

Raschke studierte Literatur in Leipzig, Berlin und München.
In den zwanziger Jahren als Mitherausgeber der Schülerzeitschrift MOB zum antibürgerlichen Kreis um Rudolf Braune gehörend, wurde Raschke um 1930 durch seine Beiträge für Die literarische Welt einer größeren Leserschaft bekannt. Zwischen 1929 und 1932 gab er zusammen mit Artur Kuhnert die Literaturzeitschrift Die Kolonne heraus, in der auch Günter Eich, Peter Huchel, Horst Lange, Elisabeth Langgässer, Eberhard Meckel und andere junge Lyriker veröffentlichten. Nach 1933 verfasste Raschke als Autor zahlreiche Hörspiele. 1938 bearbeitete er Ludwig Körners und Hermann Dimmlers „Winnetou“-Textbuch.
1941 wurde er als Kriegsberichterstatter zur Wehrmacht eingezogen. Nach einer schweren Verwundung starb er 1943 in Russland.
Raschke schrieb in den 1920er-Jahren Naturlyrik, die dem Magischen Realismus zugeordnet wird. 1935 schilderte er selbst seine Anliegen rückblickend: „Früh schon mußte ich spüren, wie zerstört die sozialen, die völkischen und religiösen Bindungen zwischen den Menschen waren. Unablässig beschäftigte es mich seitdem, wie diese Bindung wiederhergestellt werden könnte.“ Er begrüßte die nationalsozialistische Machtergreifung und veröffentlichte im Rundfunk szenisch-dialogische Texte und Hörspiele, die mit ihrer Verherrlichung der Volksgemeinschaft und Kameradschaft auf der Linie der nationalsozialistischen Propaganda lagen. Noch kurz vor seinem Tod 1943 bejahte er den „totalen Krieg“: „Die Vernichtung hat uns in ihrem Dienst.“ Trotz Fluchtbestrebungen in Richtung zum Natur- und Heimatschriftsteller (siehe Essay Der Zauber Dresdens) verstrickte sich Raschke in die nationalsozialistische Ideologie.
Raschke heiratete 1930 Jutta Lucchesi. Er hatte zwei Töchter Agnes (* 1936) und Sophia (* 1938).

## Werke (Auswahl)
- Der Zauber Dresdens (Essay). Marion von Schröder Verlag, Hamburg 1961

### Romane
- 1930 Fieber der Zeit
- 1936 Die ungleichen Schwestern
- 1938 Der Wolkenheld

### Erzählungen
- 1930 Himmelfahrt zur Erde
- 1934 Der Erbe
- 1937 Wiederkehr
- 1940 Pomeranzenzweig
- 1940 Zauber der Macht
- 1942 Simona
- 1942 Zwiegespräche im Osten

### Lyrik
- 1938 10 Gedichte
- 1942 Herbstorgel

## Ehrung
Im Dresdner Stadtteil Neuostra wurde die Martin-Raschke-Straße nach ihm benannt.
Heinz Czechowski schrieb:
Als im Frühjahr das Rosa der Pfirsiche
blühte ... - So sah es Raschke,
Einer von vielen,
Tot und vergessen.